# 쿨리지 크리켓 그라운드
쿨리지 크리켓 그라운드(Coolidge Cricket Ground)은 앤티가 바부다의 다목적 경기장이다. 앤티가 바부다 세인트조지구에 위치하고 있으며 과거 USL 앤티가 바라쿠다의 홈 경기장으로 사용했다.